# Де ла Порт, Рейно
Рейно де ла Порт (фр. Raynaud de La Porte; XIII век, Франция — 1325, Авиньон) — французский епископ и кардинал. Епископ епархии Лиможа, архиепархии Буржа, субурбикарной епархии Остия.

## Биография
Родился между 1260 и 1261 годам, в коммуне Аллассак, происходил из низшей знати. В 1294 году, стал епископом епархия Лиможа и каноником капитула собора Ле-Пюи, а в 1316 — архиепархии Буржа, где занимался реорганизацией Орлеанского университета. С 1309 по 1311, был назначен уполномоченным папы римского в расследование дела тамплиеров, с ноября 1309 по сентябрь 1310 года, присутствовал на большинстве допросов следствия. В качестве епископа Лиможа, участвовал в Вьенском соборе 1311 года. В 1317 году, папой Иоанном XXII назначен нунцием во Фландрию. В 1320 году, был возведён в сан кардинала как кардинал священник Святого Нерея. В 1321 году, стал епископом субурбикарной епархии Остия.
Умер в августе 1325 года и был похоронен в соборе Лиможа.